# 산시 역사박물관

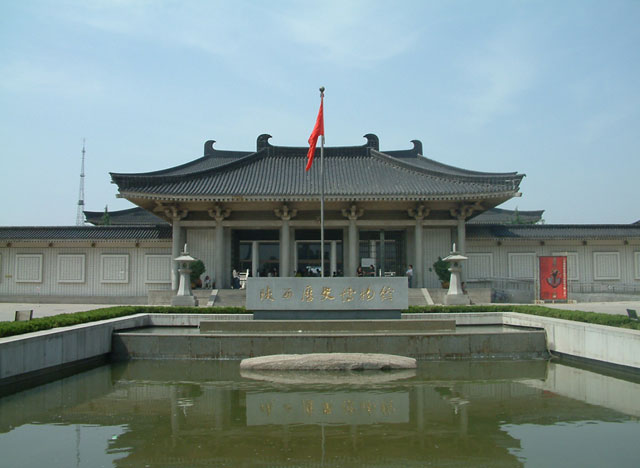
산시 역사박물관

산시 역사박물관(중국어: 陕西历史博物馆)은 산시성 시안시 남부의 샤오자이동루(小寨东路), 대안탑의 서북쪽에 위치한 박물관으로 1983년 시공하여, 1991년 6월 20일 개관한 중국 제일의 현대식 대형 국가급 박물관이다.

## 개요

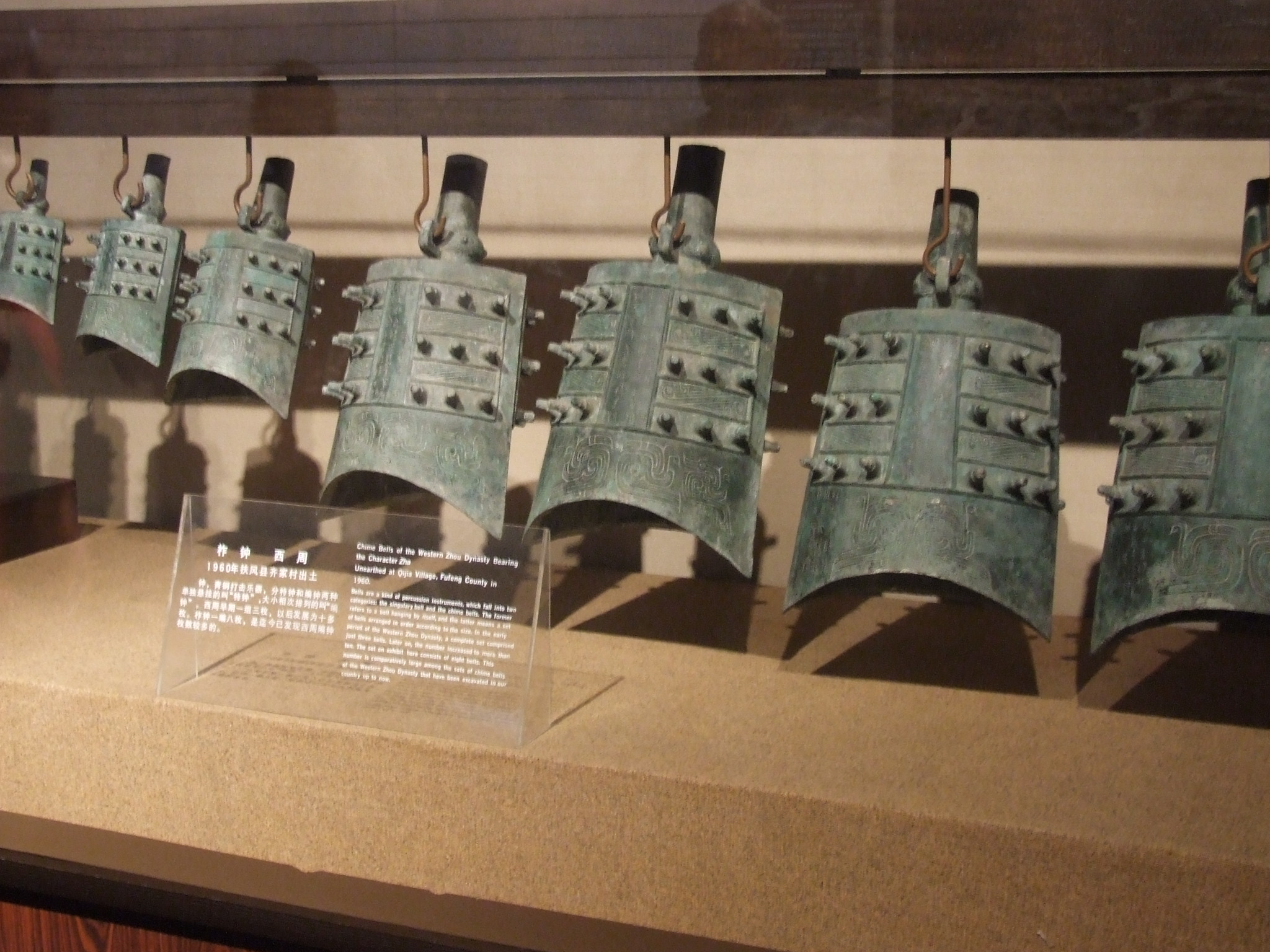
주나라 청동 종

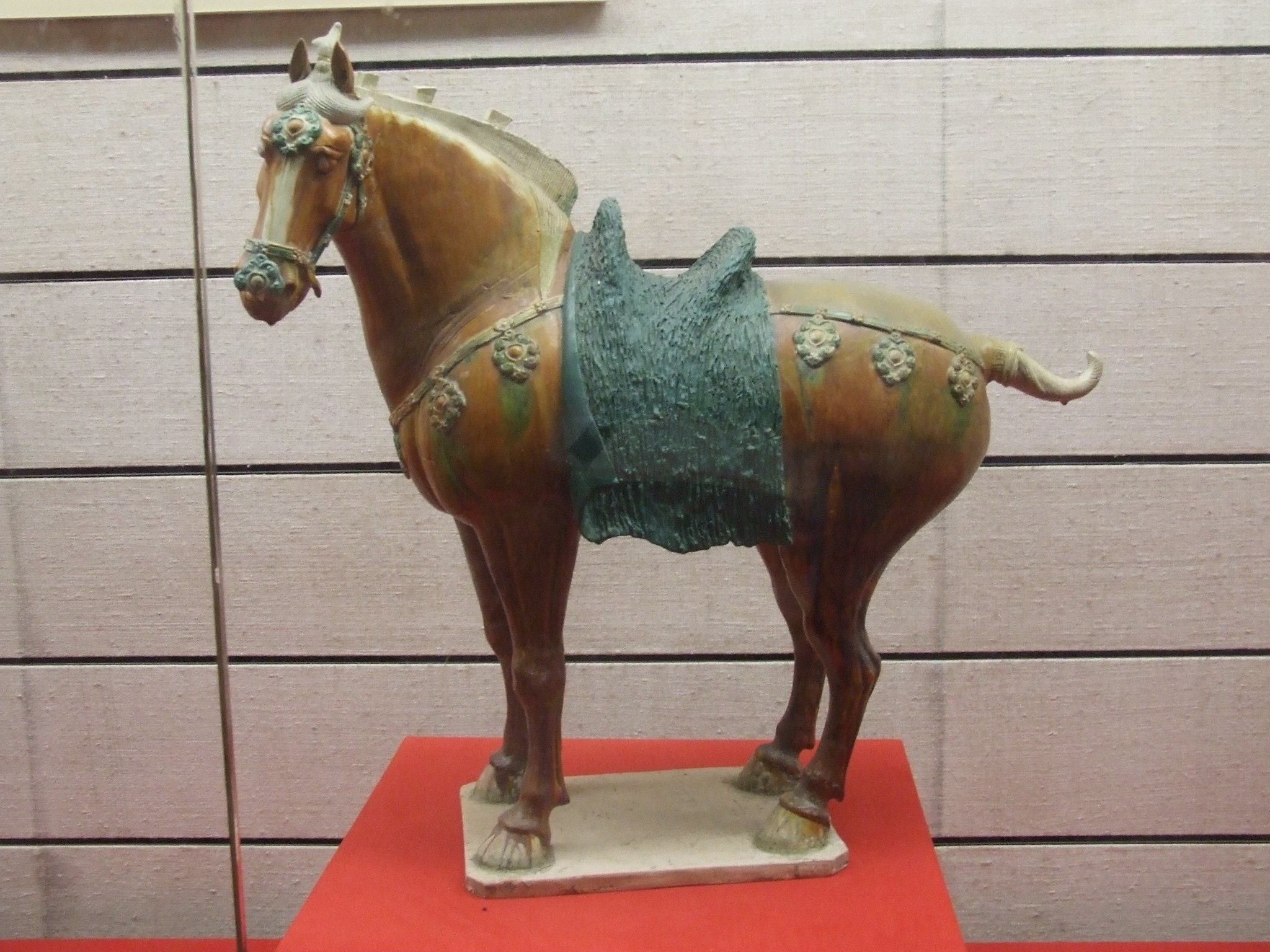
당삼채

산시 역사박물관의 전신은 원래 섬서성박물관으로, 현재의 시안비림박물관이었다. 중국의 전총리였던, 저우언라이의 마지막 소망에 의해 지어진 박물관으로, 1983년부터 준공이 시작되었다. 이 박물관은 65,000m2의 면적을 가지고 있으며, 건물 면적만 해도 55,600m2가 되는 큰 박물관이다. 역사 유물보관실은 8,000m2, 전시관은 11,000m2이며 모두 37만점의 유물을 가지고 있다. 이 박물관은 중앙의 홀과 측면에 계단을 가지고 있는 당나라식 건축 양식을 가지고 있다. 그 거대한 규모에도 불구하고 우아하고, 섬세하며 전통과 현대를 잘 조화시킨 건축물이라고 할 수 있다.
산시는 옛날부터 수세기에 13대 이상에 걸쳐 주나라, 진나라, 한나라, 당나라까지 왕조의 수도로 넘치는 문화 유적을 가지고 있다. 산시 역사박물관의 완성으로 발굴된 37만 점 이상의 유물을 전시할 수 있게 되었다. 청동기류, 도자기류, 당나라 고분의 벽화 등 수많은 보물들이 전시되어 있다.
이 박물관의 개발로 수많은 유물들이 수집되고, 보존되고, 출판과 교육, 과학연구 등이 이루어졌으며, 일부의 유물은 일본이나 프랑스, 미국, 영국, 독일 등지에 전시되기도 하였다.

## 전시
박물관은 시대분포에 따라 전시를 하며, 제1전시관, 제2전시관, 제3전시관으로 나뉘어, 주나라에서, 진나라, 한나라, 당나라 네 개 왕조를 중점으로 섬서의 역사를 전시를 한다. 제4, 제5전시관과 동전시관은 주제를 정하지 않고, 부정기적으로 주제를 바꿔서 전시를 한다.